# Jakob Fellin

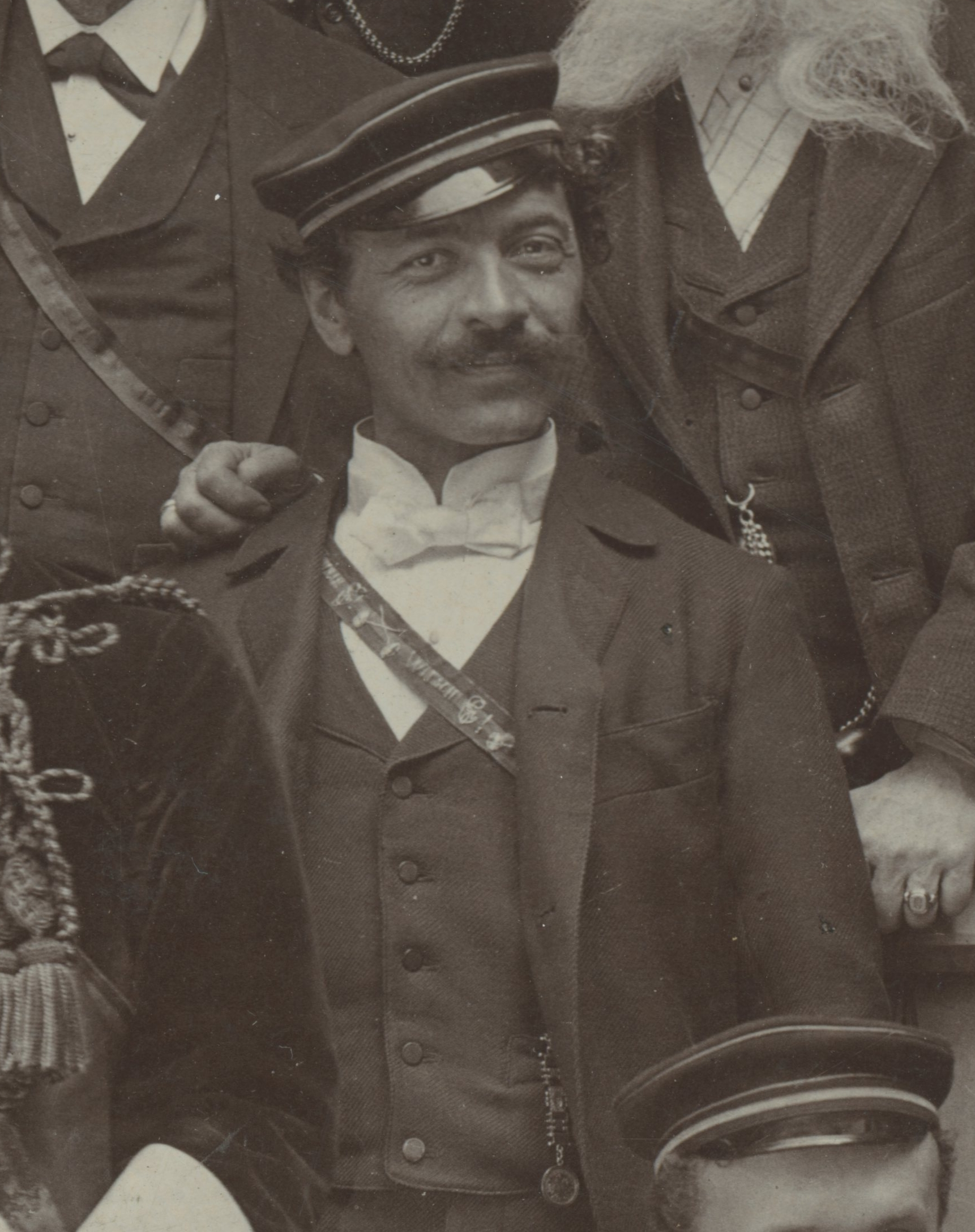
Jakob Fellin (1901)

Jakob Fellin (* 26. Jänner 1869 in Revò, Trentino; † 24. August 1951 in Graz) war ein österreichischer Bibliothekar in Graz.

## Leben
Jakob Fellin trat 1899 in die Universitätsbibliothek Graz und war als Nachfolger von Ferdinand Eichler von 1924 bis zu seiner Pensionierung 1933 ihr Direktor. Durch Zufall gelang ihm 1929 die Aufdeckung der Bücherdiebstähle durch den Bibliothekar Joseph Urdich. Sein Lebenswerk war eine philosophische Bibliographie, die jedoch zum Großteil unveröffentlicht blieb. Er war Angehöriger der Corps Rhaetia, Joannea und Vandalia Graz.

## Werke
- Die Willensfreiheit. Zur Bibliographie des Problems, Graz 1927